# Phalloceros elachistos
Phalloceros elachistos är en fiskart som beskrevs av Paulo Henrique Franco Lucinda 2008. Phalloceros elachistos ingår i släktet Phalloceros och familjen Poeciliidae. Inga underarter finns listade i Catalogue of Life.